# Comuna Vir, Zadar
Vir este o comună în cantonul Zadar, Croația, având o populație de 3.000 de locuitori (2011).

## Demografie
Componența etnică a comunei Vir
     Croați (91,83%)
     Bosniaci (2,3%)
     Sârbi (1,1%)
     Necunoscut (1,33%)
     Neclasificat (2,43%)
Componența confesională a comunei Vir
     Catolici (88,4%)
     Musulmani (4,77%)
     Fără religie și atei (2,07%)
     Ortodocși (1,47%)
     Necunoscută (2,17%)
     Alte religii (1,13%)
Conform recensământului din 2011, comuna Vir avea 3.000 de locuitori. Din punct de vedere etnic, majoritatea locuitorilor (91,83%) erau croați, existând și minorități de bosniaci (2,3%) și sârbi (1,1%). Apartenența etnică nu este cunoscută în cazul a 1,33% din locuitori. Din punct de vedere confesional, majoritatea locuitorilor (88,4%) erau catolici, existând și minorități de musulmani (4,77%), persoane fără religie și atei (2,07%) și ortodocși (1,47%). Pentru 2,17% din locuitori nu este cunoscută apartenența confesională.